# Duits voetbalkampioenschap 1909/10
1909/10 was het achtste Duitse voetbalkampioenschap ingericht door de DFB. Er namen dit jaar negen teams deel, naast de twee teams uit Berlijn vaardigde ook de Zuid-Duitse bond twee clubs af, te weten kampioen Karlsruher FV en titelverdediger Phönix Karlsruhe.

## Deelnemers aan de eindronde
De Berlijnse kampioen van de VBB, BFC Preußen, was rechtstreeks voor de eindronde geplaatst. De winnaars van de drie andere Berlijnse bonden maakten onder elkaar uit wie de tweede deelnemer werd. Berliner Sport-Club (VBAV) won met 7-1 van 1. FC Borussia Tempelhof (BBB). In de finale tegen de Markse kampioen Tasmania Rixdorf verloor de Sport-Club met 4-1. 
| Club                          | Gekwalificeerd als           |
| ----------------------------- | ---------------------------- |
| SV Prussia Samland Königsberg | Kampioen Noordoost-Duitsland |
| VfR 1897 Breslau              | Kampioen Zuidoost-Duitsland  |
| Berliner FC Preußen           | Kampioen Berlijn             |
| FC Tasmania Rixdorf           | Kampioen Markse voetbalbond  |
| VfB Leipzig                   | Kampioen Midden-Duitsland    |
| FV Holstein Kiel              | Kampioen Noord-Duitsland     |
| Duisburger SpV                | Kampioen West-Duitsland      |
| Karlsruher FV                 | Kampioen Zuid-Duitsland      |
| FC Phönix Karlsruhe           | Titelverdediger              |

## Eindronde

### Voorronde
| Datum         | Teams                         | Teams | Teams               | Uitslag   | Stadion                        |
| 10 april 1910 | SV Prussia-Samland Königsberg | –     | FC Tasmania Rixdorf | 1:5 (0:3) | Königsberg, Platz des VfB 1900 |

De vertegenwoordigers van de twee zwakste bonden speelden een kwalificatie. Kurt Meye en Detlef Pevestorff scoorden onder andere voor Rixdorf, Max Friedrich scoorde in de 48ste minuut de 1-3 voor Prussia-Samland. 

### Kwartfinale
| Datum         | Teams               | Teams | Teams               | Uitslag   | Stadion                              |
| 17 april 1910 | FV Holstein Kiel    | –     | Berliner FC Preußen | 4:1 (2:1) | Hamburg, Sportplatz Hoheluft         |
| 17 april 1910 | Duisburger SpV      | –     | Karlsruher FV       | 0:1 (0:1) | Mönchengladbach, Am Alten Wasserturm |
| 17 april 1910 | VfB Leipzig         | –     | FC Phönix Karlsruhe | 1:2 (1:1) | Leipzig, Wacker-Platz                |
| 17 april 1910 | FC Tasmania Rixdorf | –     | VfR 1897 Breslau    | 2:1 (2:0) | Berlijn, Germania-Platz              |

BFC Preußen kwam op voorsprong in de 26ste minuut dankzij een goal van Walter Zorkale, maar amper drie minuten later maakte Willi Zincke de gelijkmaker. In de 41ste minuut zette Willi Fick de Noord-Duitsers op voorsprong. In de 80ste minuut blesseerde Max Schmidt zich. Omdat er in die tijd nog geen wissels waren ging hij in het doel van de Berlijners staan en werd de eigenlijke doelman een veldspeler. Hier profiteerden Willi Zincke en Carl Lafferenz nog van met twee doelpunten.
Karlsruher FV won met het kleinste verschil dankzij een goal van Fritz Förderer in de 35ste minuut. 
Titelverdediger Phönix Karlsruhe verloor na 25 minuten al Hermann Leibold door een beenblessure. Leipzig profiteerde hiervan met een goal van Karl Uhle. Vijf minuten later maakte Otto Reiser echter de gelijkmaker. In de 84ste minuut scoorde Emil Oberle vanop de stip het winnende doelpunt voor Phönix.
Na goals van Pevestorff en Hanisch in de eerste helft stond Rixdorf 2-0 voor. Breslau kon nog via Herbert Mahn de aansluitingstreffer maken, maar Tasmania stootte door naar de halve finale.

### Halve finale
| Datum      | Teams            | Teams | Teams                 | Uitslag   | Stadion                           |
| 1 mei 1910 | Karlsruher FV    | –     | FC Phönix Karlsruhe   | 2:1 (2:0) | Karlsruhe, KFV-Platz Moltkestraße |
| 1 mei 1910 | FV Holstein Kiel | –     | TuFC Tasmania Rixdorf | 6:0 (2:0) | Hamburg, Sportplatz Hoheluft      |

In de halve finale vond er een stadsderby plaats in Karlsruhe voor ongeveer 8.000 toeschouwers, een toenmalige record. Wilhelm Trump, aanvaller van KFV viel na 15 minuten gekwetst uit. Met tien man kwam FKV toch op voorsprong voor de rust dankijk een strafschop van Max Breunig en een goal van Hans Ruzek. In de 65ste minuut maakte kapitein Arthur Beier nog de aansluitingstreffer, maar het was KFV dat naar de finale ging.
In de andere halve finale was er een duidelijke overwinning van Kiel dat al na 20 minuten 2-0 voor stond. In de tweede helft scoorden ze nog vier keer. Willi Zincke maakte een hattruck en Hans Dehning maakte twee goals en Willi Fick een.

### Finale
| Datum       | Teams         | Teams | Teams            | Uitslag              | Stadion                    |
| 15 mei 1910 | Karlsruher FV | –     | FV Holstein Kiel | 1:0 n. V. (0:0, 0:0) | Keulen, Weidenpescher Park |

Max Breunig miste in de eerste helft een strafschop en na 90 minuten stond het nog 0-0. Het was de eerste finale om de titel waar er verlengingen gespeeld werden. In de tweede verlenging kreeg KFV opnieuw een strafschop toegekend na een fout op Julius Hirsch. Breunig waagde opnieuw zijn kans, maar miste opnieuw nadat de doelman de bal aanraakte, echter kon Max Grafe daarop de bal wel binnen trappen. Amper één jaar na de titel van Phönix was Karlsruhe opnieuw aan het feest.

## Topschutters
|    | Speler       | Club             | Goals |
| -- | ------------ | ---------------- | ----- |
| 1. | Willi Zincke | FV Holstein Kiel | 5     |

Geen andere speler kon drie of vier keer scoren.